# Kabinett Louis Botha I

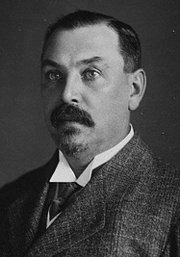
General Louis Botha

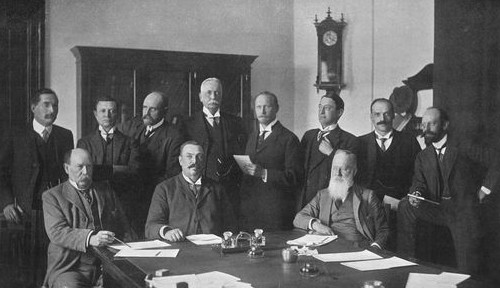
Kabinett Botha I (1910)

Das Kabinett Louis Botha I wurde am 31. Mai 1910 nach der Gründung der Südafrikanischen Union durch Vereinigung der vier britischen Kolonien Kapkolonie, Natal, der Oranjefluss-Kolonie und Transvaal-Kolonie gebildet. Louis Botha wurde erster Premierminister der Südafrikanischen Union und wurde sowohl durch seine Popularität bei den Buren als auch unter der englischsprachigen Bevölkerung als Bindeglied zum Vereinigten Königreich gesehen. Am 15. September 1910 fanden die ersten Wahlen zur Volksversammlung (Volksraad van Suid-Afrika) statt, die von der Partei Het Volk von Botha gewonnen, die sich zuvor mit anderen Parteien zur Südafrikanischen Partei SAP (Suid-Afrikaanse Party) zusammengeschlossen hatten. Die SAP erhielt 55,37 Prozent der Wählerstimmen und 67 der 121 Parlamentssitze, die Unionistische Partei UP (Unionisteparty) von Leander Jameson 32,23 Prozent und 39 Sitze. Auf parteilose Kandidaten entfielen 9,09 Prozent und elf Mandate, während die Arbeiterpartei SALP (Arbeidersparty) auf 3,31 Prozent und vier Sitze kam.
Nach der Wahl am 20. Oktober 1915 bildete Botha sein zweites Kabinett.

## Kabinett Botha I (1910–1915)
| Ministerposten                          | Amtsinhaber                                                                                    | Foto                            | Partei | Amtszeit                           |
| --------------------------------------- | ---------------------------------------------------------------------------------------------- | ------------------------------- | ------ | ---------------------------------- |
| Premierminister                         | General Louis Botha                                                                            | Louis Botha                     | SAP    | 1910–1915                          |
| Minister für Ureinwohnerangelegenheiten | Henry Burton General Barry Hertzog Jacobus Wilhelmus Sauer                                     | Barry Hertzog                   | SAP    | 1910–1912 1912 1912–1913 1913–1915 |
| Finanzminister                          | Henry Charles Hull General Jan Christiaan Smuts                                                | Jan Christiaan Smuts            | SAP    | 1910–1912 1912–1915                |
| Justizminister                          | General Barry Hertzog Jacobus Wilhelmus Sauer Nicolaas Jacobus de Wet                          | Barry Hertzog                   | SAP    | 1910–1912 1913 1913–1915           |
| Verteidigungsminister                   | General Jan Christiaan Smuts                                                                   | Jan Christiaan Smuts            | SAP    | 1910–1915                          |
| Innenminister                           | General Jan Christiaan Smuts Abraham Fischer General Jan Christiaan Smuts                      | Jan Christiaan Smuts            | SAP    | 1910–1912 1912–1913 1913–1915      |
| Minister für Eisenbahnen und Häfen      | Jacobus Wilhelmus Sauer Henry Burton                                                           |                                 | SAP    | 1910–1912 1912–1915                |
| Minister für Ländereien                 | Abraham Fischer Hendrik Schalk Theron                                                          |                                 | SAP    | 1910–1913 1913–1915                |
| Landwirtschaftsminister                 | General Louis Botha Jacobus Wilhelmus Sauer General Louis Botha Hendrik Christiaan van Heerden | Louis Botha                     | SAP    | 1910–1912 1912 1912–1913 1913–1915 |
| Unterrichtsminister                     | François Stephanus Malan                                                                       |                                 | SAP    | 1910–1915                          |
| Minister für Handel und Industrie       | Frederick Robert Moore George Leuchars                                                         |                                 | SAP    | 1910–1911 1911–1912                |
| Bergbauminister                         | General Jan Christiaan Smuts François Stephanus Malan                                          | General Jan Christiaan Smuts    | SAP    | 1910–1912 1912                     |
| Minister für öffentliche Arbeiten       | David Pieter de Villiers Graaff Thomas Watt                                                    | David Pieter de Villiers Graaff | SAP    | 1910–1912 1912–1915                |
| Postminister                            | David Pieter de Villiers Graaff George Leuchars Thomas Watt                                    | David Pieter de Villiers Graaff | SAP    | 1910–1912 1912 1912–1915           |
| Minister ohne Geschäftsbereich          | Charles O’Grady Gubbins David Pieter de Villiers Graaff Jacobus Arnoldus Combrick Graaf        | David Pieter de Villiers Graaff | SAP    | 1910–1912 1912 1913–1915           |